# 贖罪礼拝堂

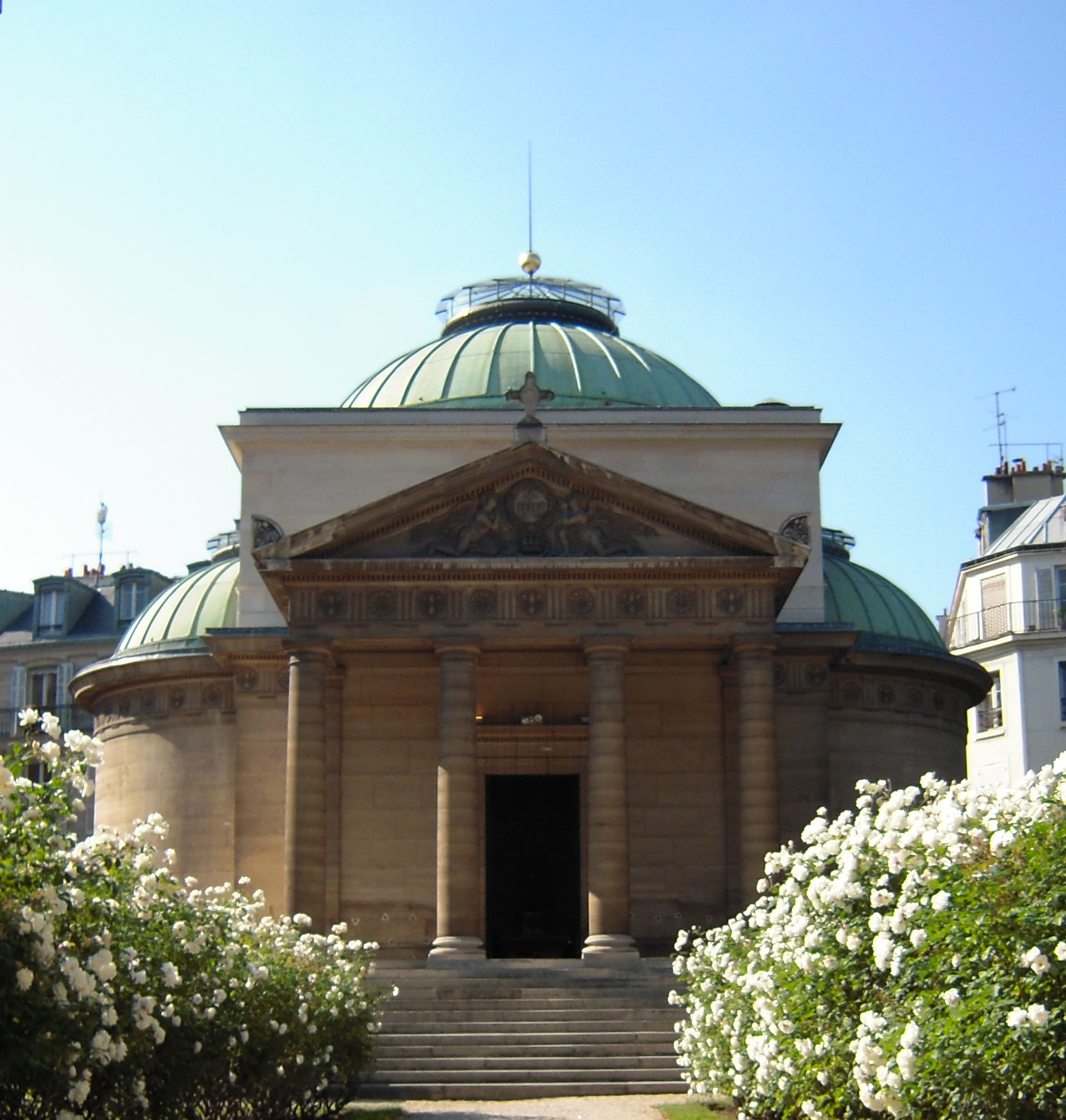
贖罪礼拝堂のファサード

贖罪礼拝堂（しょくざいれいはいどう、フランス語:Chapelle expiatoire、シャペル・エクスピアトワール）は、フランス、パリ8区、ルイ16世広場（fr）にあるカトリックの礼拝堂。
フランス革命期、革命広場でギロチンによって処刑された人々は、マドレーヌ墓地に埋葬された。その中にはルイ16世と王妃マリー・アントワネットもいた（1815年1月、国王夫妻の遺骸はサン＝ドニ大聖堂に移葬された）。1792年8月10日、民衆がテュイルリー宮殿を襲撃した際に殺害されたスイス衛兵（ギャルド・スイス）の一部も埋葬されている。
1914年7月22日、フランス歴史文化財に登録された。
最寄駅はパリメトロ9号線サントーギュスタン駅。

## 概要

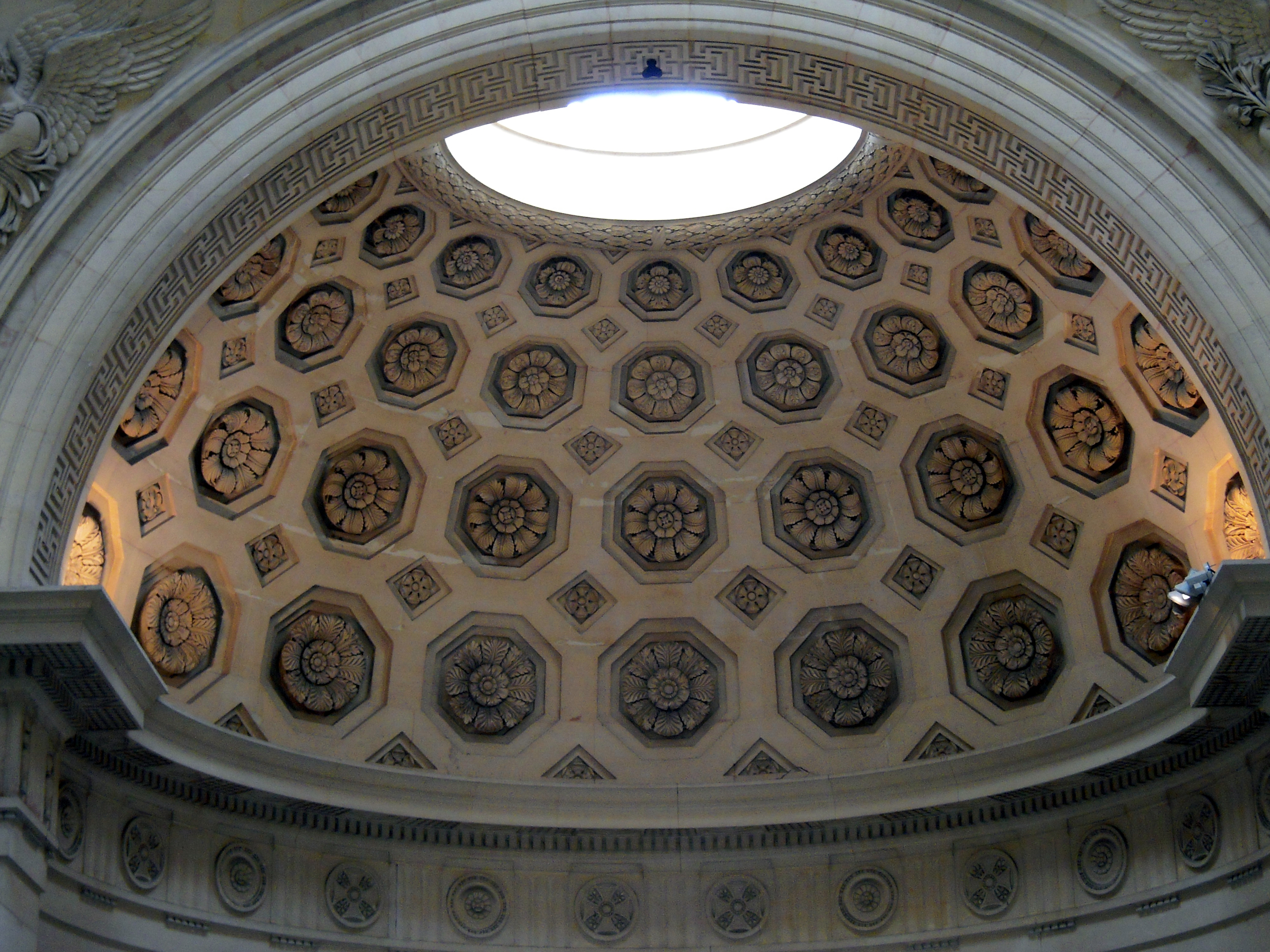
ヴォールト

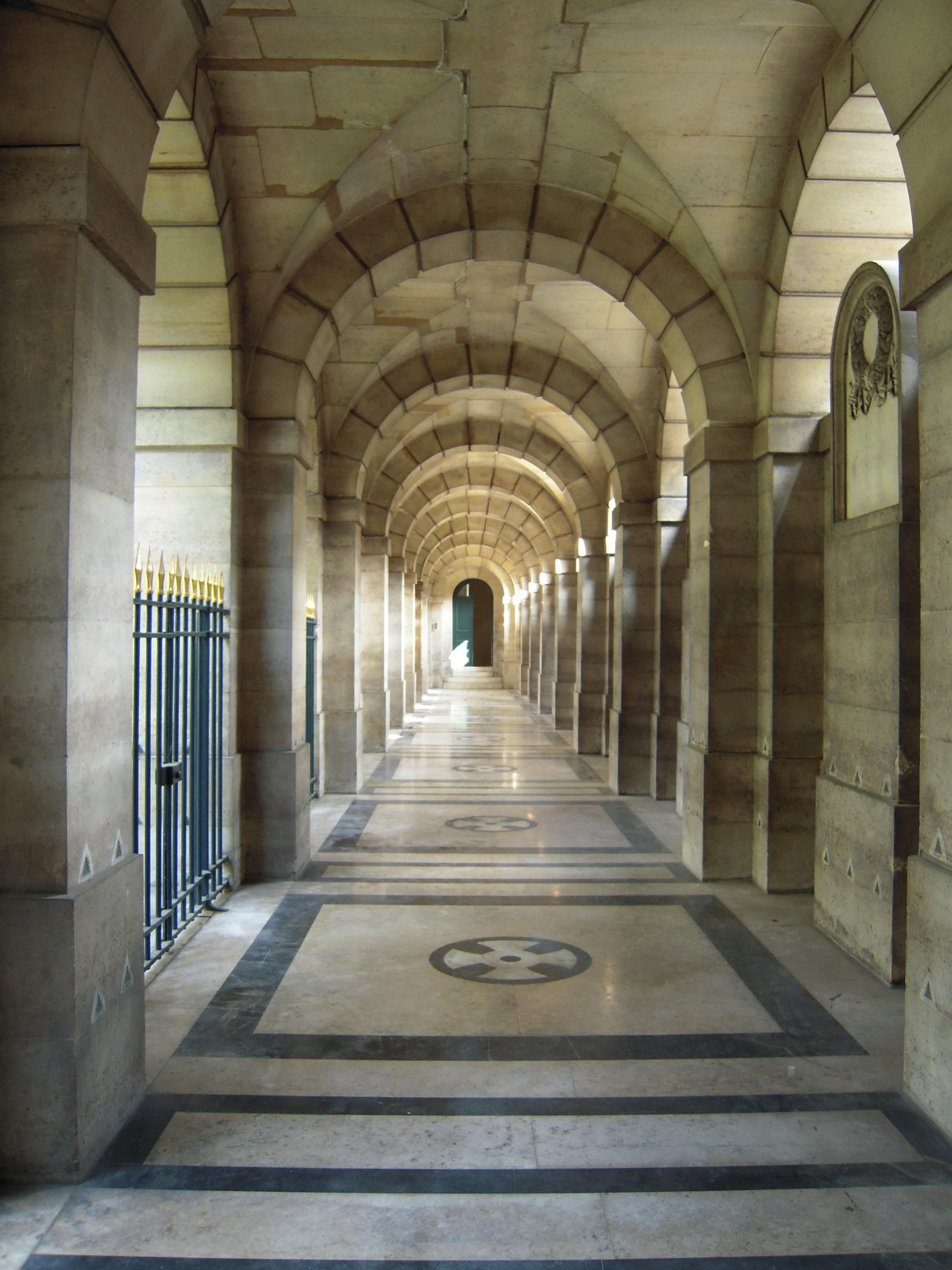
回廊

ルイ18世は、マドレーヌ墓地跡地に、革命の犠牲者を祈念する礼拝堂を建設する費用を調達することにした（『贖罪』、expiatoireの単語が正式に採用されたことはない）。王は、執政政府時代（fr、1799年-1804年）に公式に活動し始め、キャリアを積んでフランス第二帝政まで活動した新古典主義建築の建築家ピエール＝フランソワ＝レオナール・フォンテーヌをその任に命じた。礼拝堂は1815年から1826年にかけ建設された。フォンテーヌは自らの弟子たちを事業に参加させた。ルイ＝イポリト・ルバは検査官として参加していた。
伝統的レジティミストの示威運動として、毎年ルイ16世とマリー・アントワネットの安らぎのミサが礼拝堂で行われており、これはレジティミストの再結集とみなされている。
礼拝堂の構造は、ヴェルサイユにリシャール・ミケが建てたラ・レーヌ修道院にいくらか触発されている。外側から見た建物は、回廊の2つの歩廊、小さなカンポ・サント（campo santo、納骨堂）、他から隔絶した瞑想区域と並んで、さらに高く囲まれた広場へ通じる、門のある閉鎖されたものに見える。基本的に、四柱列のドーリア式ポルチコから礼拝堂への行き来ができる。建物中心の設計は、マルティリウムに似て、建物が最も祈念に適しているとみなされる部分である。それはギリシャ十字型をしており、ペリスタイルによって和らげられたどっしりとした立方体をドームと半ドームで囲み、生み出された調和が高く評価されている。
内部は、フォンテーヌが築いた非の打ち所のない技術がはっきりと示されている。キュル・ド・フール（fr、半球型アーチ）と格天井を持つ3つのヴォールトは、ドーム最高部の丸窓（穹隅に基づく）から入る日光で照らされる。自然光はヴォールトの丸窓からのみ惜しみなく注がれ、祈りを捧げる場所は薄暗い。
地下聖堂の祭壇は、まさにルイ16世が埋葬されていた場所を示す。
これはおそらく当時は独創的な教会建築であったと思われる。様々なテーマを扱う能力を持ち、古くからの専門用語を逃すことなく過ぎ去った記憶を丁寧に賞賛し、フォンテーヌは正確で古くからの儀式にのっとった建築物を生み出した。
フランソワ＝ルネ・ド・シャトーブリアンは、贖罪礼拝堂を『おそらくパリで最も傑出した記念碑である』とみなしていた。

## 彫像製作

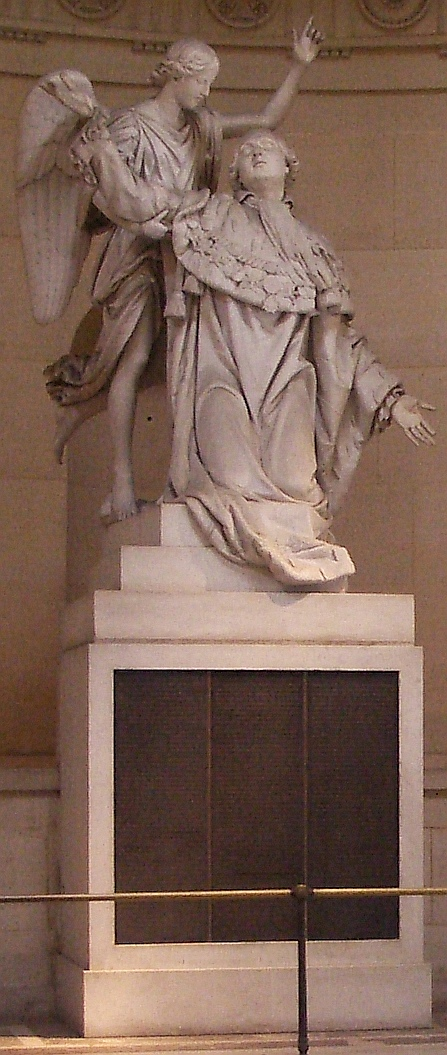
ルイ16世と、天国を指し示す天使

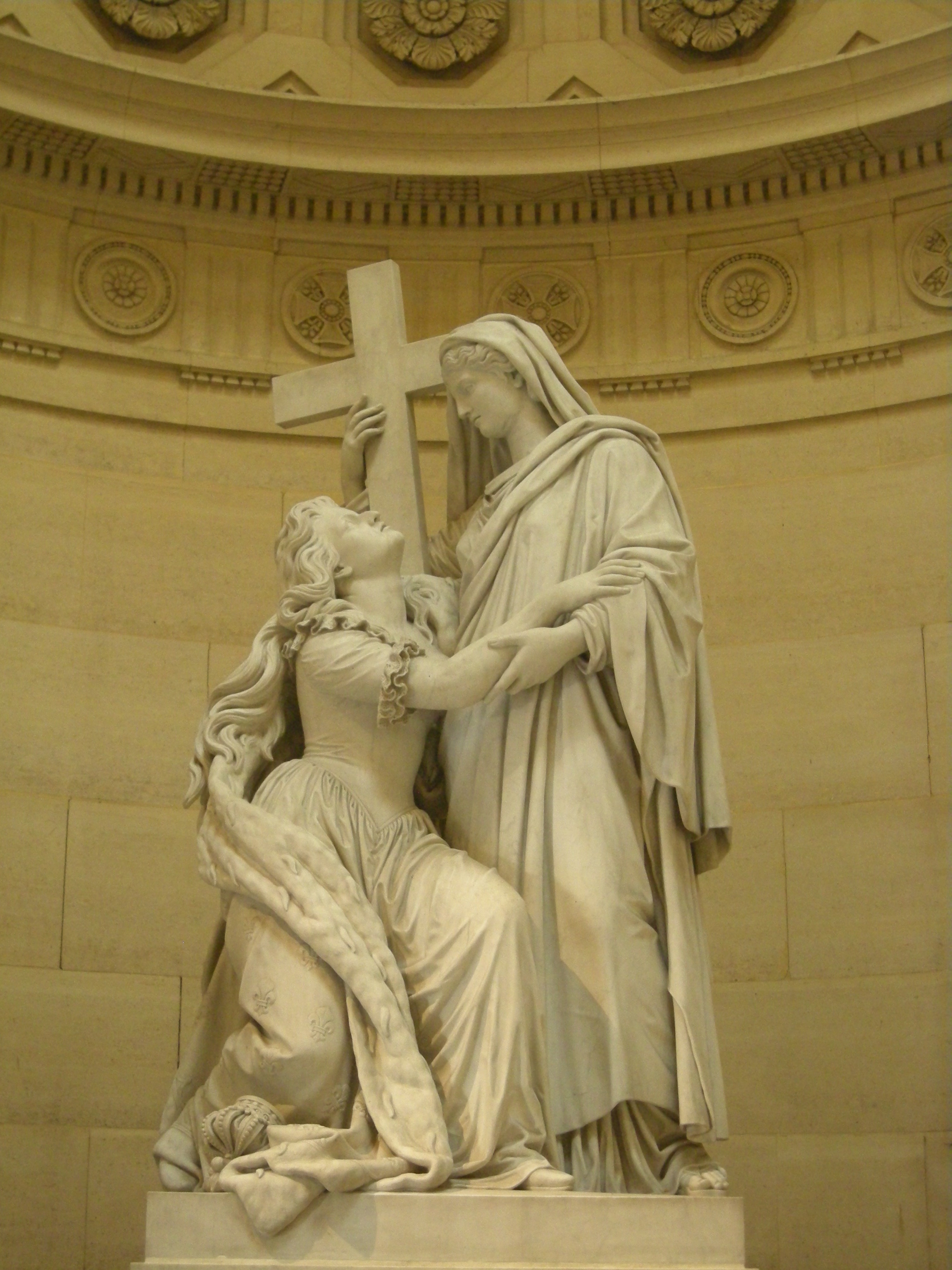
たゆまぬ信仰に支えられるマリー・アントワネット

礼拝堂内には2つの顕著な彫刻作品がある。フランソワ＝ジョゼフ・ボジオ作『ルイ16世と、天国を指し示す天使』、ジャン＝ピエール・コルトー作『たゆまぬ信仰に支えられるマリー・アントワネット』である。